# Національна Рада Угорщини
Вища національна рада (угор. Nemzeti Főtanács) була колективним главою держави Королівства Угорщини з 1945 по 1946 рік.

## Члени першої Вищої національної ради (26 січня 1945-7 грудня 1945)
Партії
      Незалежний
      MKP
| Зображення | Зображення | Ім'я (Роки життя)        | Строк повноважень | Строк повноважень | Політична партія |
| ---------- | ---------- | ------------------------ | ----------------- | ----------------- | ---------------- |
|            |            | Бела Жедені (1894—1955)  | 26 січня 1945     | 7 грудня 1945     | Незалежний       |
|            |            | Бела Міклош (1890—1948)  | 26 січня 1945     | 7 грудня 1945     | Незалежний       |
|            |            | Ерне Гере (1898—1980)    | 26 січня 1945     | 11 травня 1945    | MKP              |
|            |            | Йожеф Реваї (1898—1959)  | 11 травня 1945    | 27 вересня 1945   | MKP              |
|            |            | Матяш Ракоші (1892—1971) | 27 вересня 1945   | 7 грудня 1945     | MKP              |

## Члени другої Вищої національної ради (7 грудня 1945-1 лютого 1946)
Партії
      FKGP
      MKP
| Зображення | Зображення | Ім'я (Роки життя)                     | Строк повноважень | Строк повноважень | Політична партія |
| ---------- | ---------- | ------------------------------------- | ----------------- | ----------------- | ---------------- |
|            |            | Ференц Надь (1903—1979)               | 7 грудня 1945     | 1 лютого 1946     | FKGP             |
|            |            | Золтан Тілді (1889—1961) (ex officio) | 7 грудня 1945     | 1 лютого 1946     | FKGP             |
|            |            | Ласло Райк (1909—1949)                | 7 грудня 1945     | 1 лютого 1946     | MKP              |
|            |            | Бела Варга (1903—1995)                | 7 лютого 1945     | 8 січня 1946      | FKGP             |